# August Vogelius
Peter August Vogelius (født 28. januar 1821 i Hobro, død 15. april 1889 på Frederiksberg) var en dansk farmaceut og brygmester, far til overlæge Frederik Vogelius (1866 - 1938).
August Vogelius var søn af sognepræst Magnus Vogelius (1775 - 1847) og Martha Maria født Gjern (1790 - 1856). I efteråret 1842 blev han cand.pharm. og ansat på apoteket i Ringe på Fyn. Han var dernæst inspektør på Gamle Carlsberg 1852 - 1856 og blev forpagter af brygger J.C. Jacobsens hvidtølsbryggeri i Brolæggerstræde. Dette bryggeri var dog teknisk forældet, havde en dårlig, indeklemt beliggenhed og var ved at blive udkonkurreret af nye bryggerier.
I mellemtiden var han 1855 med støtte fra Den Reiersenske Fond på rejse i Bøhmen og Østrig for at gøre sig bekendt med den teknologiske udvikling inden for ølbrygning.
Sammen med assessor pharm. J.C. Hauberg som passiv deltager begyndte Vogelius i 1860 konstruktionen af et nyt, stort bryggeri uden for byen, nemlig Bryggeriet i Rahbeks Allé. J.C. Jacobsen, som var blevet en god ven af Vogelius, hjalp med tegninger til bryggeriets indretning,
Fra 1878 til 1880 var Vogelius medlem af sognerådet i Frederiksberg Kommune.
Vogelius var gift med Marie Schneider (1842 - 1918). Han boede i en villa fra 1874, tegnet af Hans J. Holm.